# カラフルハート 〜12コのきゅるるん♪〜
『カラフルハート 〜12コのきゅるるん♪〜』は2004年2月6日に戯画より発売された18禁恋愛アドベンチャーゲーム。「12人の婚約者」をめぐるラブコメディー。2007年12月14日には、Windows Vistaに対応した「カラフルハート 〜12コのきゅるるん♪〜 メモリアルエディション」が発売された。
「カラフルシリーズ」第2作と位置づけられており、第1作として「カラフルキッス 〜12コの胸キュン!〜」、第3作として『カラフルウィッシュ 〜12コのマジ★キュン!〜』があるが、内容に関連性はない。

## ストーリー
一ノ関弘樹は、学者の父・大樹に世界各地を連れ回されていたが、祖父母が亡くなったため8年振りに帰国。空き家になった鎌蔵の屋敷に管理の名目で一人暮らしを始めた。幼なじみ・朝比奈のどかの世話のお陰で、久々の日本の生活に少しずつ慣れてきた12月、突然女の子達が屋敷に押しかけてくる。これは両親の差し金で、3月1日の弘樹の誕生日（＆学園の卒業式）までに誰か1人を嫁に選べと言う。自分のせいで惚れさせてしまった子も交えて、あと3ヶ月の間にいったい誰を選ぶのか、12人の婚約者に囲まれた生活が始まる。

## 登場人物

### 主人公
一ノ関 弘樹（いちのせき ひろき）
本作の主人公。かつて祖父母が住んでいた鎌蔵の古い屋敷に一人暮らし。夏休み明けの二学期から鎌蔵付属学園の3年生に編入した。久々に帰国したので、最近の日本の流行などに疎い。突然12人の女の子に囲まれる立場になり、彼女らの争いや学園生の非難とやっかみにさらされ、疲れる毎日を送っている。

### 婚約者たち
主人公の弘樹と同居、あるいは近所に住む12人のヒロイン達。弘樹のことを全員違う呼び名で呼んでいる。
朝比奈 のどか（あさひな のどか）
声：安玖深音
弘樹の呼び名「ひろちゃん」
江ノ電の線路を挟んだ向いに住む弘樹の幼なじみで、毎朝起こしに来たり朝御飯を作ったりして、一緒に鎌蔵付属学園に通う。世話好きで優しい性格。弘樹のことを密かにずっと想っており、突然現れた婚約者達のアプローチに怒ったり悲しんだりしている。
会下 りりか（あいした りりか）
声：秋月ミチル
弘樹の呼び名「お兄ちゃん」
弘樹の母・さくらの方の遠い親類で、清心修道女学院に通っている。さくらの「弘樹の様子を見て欲しい」という指示で屋敷に同居するようになる。「お兄ちゃん」の独占欲が強く、弘樹と手を繋いだり、夜に布団に入ってきたりして甘えてくる。
古四王 千早（こしおう ちはや）
声：松永雪希
弘樹の呼び名「弘樹」
弘樹の幼なじみで、北鎌蔵の道場が実家の空手少女。大きなツインテールが特徴。昔弘樹と勝負して負けており、「勝たないと弘樹と結婚させる」という父親間の約束のため、弘樹に始終勝負を挑んでくる。弘樹は幼い頃からの呼び名の「ちーちゃん」と呼んでいる。低血圧で朝に弱い。猫舌。
櫻實 隼（さくらみ はやと）
声：かわしまりの
弘樹の呼び名「旦那さま」
櫻實神社の娘で別名「葉桜の巫女」。10年前に弘樹・父親・櫻實一族が交わした約定により、弘樹の妻になるためにやってきた。和風で古風な良妻賢母タイプで屋敷の食事作りを担っているが、弘樹には主人としての自覚を求め、厳しく当たることが多い。
荏柄 苺（えがら いちご）
声：野月まひる
弘樹の呼び名「兄ちゃん」他いろいろ
ハーレーを凌ぐ大型バイク・アマネスを駆るライダー。弘樹の両親に用があって屋敷に来たが、駐車違反でアマネスをレッカー移動されてしまい、文無しで反則金を払えないため、バイトで稼ぐまで屋敷に居候することになった。一人称は「オレ」。長身で腕っ節が強い姉御肌だが実は弘樹より年下の学生。コーヒー好き。ギターと歌がプロ並みという隠れた特技がある。
劉 桃月（りゅう たおゆえ）
声：木葉楓
弘樹の呼び名「愛人（あいれん）」
御成り通りの薬局で漢方薬を調合・販売している。自分で作った惚れ薬を間違って飲んでしまい、たまたま店に来ていた弘樹に惚れてしまう。いつもニコニコスマイルで誰とでもすぐに打ち解け、学園の友達からは「桃（タオ）ちゃん」と呼ばれている。彼女が淹れる中国茶は絶品。
アリーチェ・静流・コルレオーネ（ありーちぇ しずる こるれおーね）
声：森野花梨
弘樹の呼び名「弘樹はん」
弘樹のクラスに転校してきた日系イタリア人3世。弘樹と両親が6年前にイタリアのパレルモにいた時の知り合い。金髪碧眼でナイスバディだが、見た目に似合わずはんなりした京言葉を話す。弘樹とは昔何かの約束があったらしいが内緒にしている。
雪ノ下 雫々恵（ゆきのした ななえ）
声：MOMO
弘樹の呼び名「ご主人さま」
かつて弘樹の祖父の家にいたメイドの娘で、「弘樹の面倒を見てやってくれ」という祖父との約束を守るためにやってきた。メイドとして屋敷で仕えつつ一緒に学園に通う。洗濯や掃除は完璧だが料理だけは壊滅的で、彼女が作る「スパイラル料理」は見た目はいいが食べた者を微妙な顔にさせてしまう。
天河 美晴（あまかわ みはる）
声：歌織
弘樹の呼び名「先輩」
学園の後輩。鎌蔵駅の自由通路に落ちていた指輪を弘樹が偶然拾い、彼女の左手の薬指にはめたため、それをプロポーズと受け取り弘樹を運命の相手と想うようになった。男に免疫が無く、激しい思い込みで自分の世界にトリップしてしまう。天文好きで宇宙関係の仕事に就くのが夢。
小町 鈴音（こまち すずね）
声：福島もも
弘樹の呼び名「一ノ関弘樹／お主」
無表情で神秘的な雰囲気を持ち、学園生だが小街通りの街頭で占師をしている。強力な霊力のため、周囲からは「小町さま」と呼ばれて崇められている。一人称は「ワシ」。弘樹の存在を認知してから占いの結果にズレが生じ、理由を解明するために屋敷で同居するようになった。博識でみんなの指南・解説役。
七里野 まなか（ななりや まなか）
声：岩城由奈
弘樹の呼び名「ダーリン」
学園の後輩で、一人称は「ボク」。「〜だねっ」が口癖。弘樹とは学園の廊下でぶつかるというベタな出会いをし、その時に偶然恥ずかしい所まで見られてしまったため、責任を取って嫁にもらえと迫るようになった。強引マイペースに弘樹を振り回し、なかなか話を聞いてくれない。
九条 柚姫子（くじょう ゆきこ）
声：中瀬ひな
弘樹の呼び名「弘樹さま」
元華族のお嬢様で、お付きの爺やと婆やに身の回りの世話をさせている。ぽわぽわした笑顔が周囲を癒すが、家事はおろか着がえやお風呂も一人ではできない。弘樹に心当たりはないが、遙か昔の曾祖父の時代からの因縁があるらしい。

### その他
一ノ関 大樹（いちのせき だいき）
声：佐々木健
弘樹の父親。世界中をマイペースに飛び回る学者で、弘樹はさんざん振り回されてきた。弘樹を心配して、昔からいろいろな女の子に声をかけていたらしい。
一ノ関 さくら（いちのせき さくら）
声：泉ゆき
弘樹の母親。民俗学者で大樹に付いて世界中を回っている。年齢不詳で子どもっぽい容姿と性格。
霞量 一徹斎（かすみがさね いってつさい）
声：有沢俊浩
柚姫子の爺やで、身の回りの世話をしている。
霞量 観汐（かすみがさね みしお）
声：中司優花
一徹斎の妻で、共に柚姫子の世話をしている。
ボーカル、担任、隼人の父
声：雨宮正武

## スタッフ
- シナリオ：鳴雪梓待
- 原画：止田卓史、仁之丞、犬彦、みついまな
- 背景：草薙
- ムービー：神月社
- 制作・著作：戯画

## 主題歌
きゅるるんKissでジャンボ♪♪
歌・作詞：KOTOKO / 作曲：C.G mix